# ビルケンシュトック
ビルケンシュトック（独：Birkenstock）は、ドイツ リンツ・アム・ラインに本拠を構える靴製造販売会社および同社が展開する商品のブランド名。

## 概要

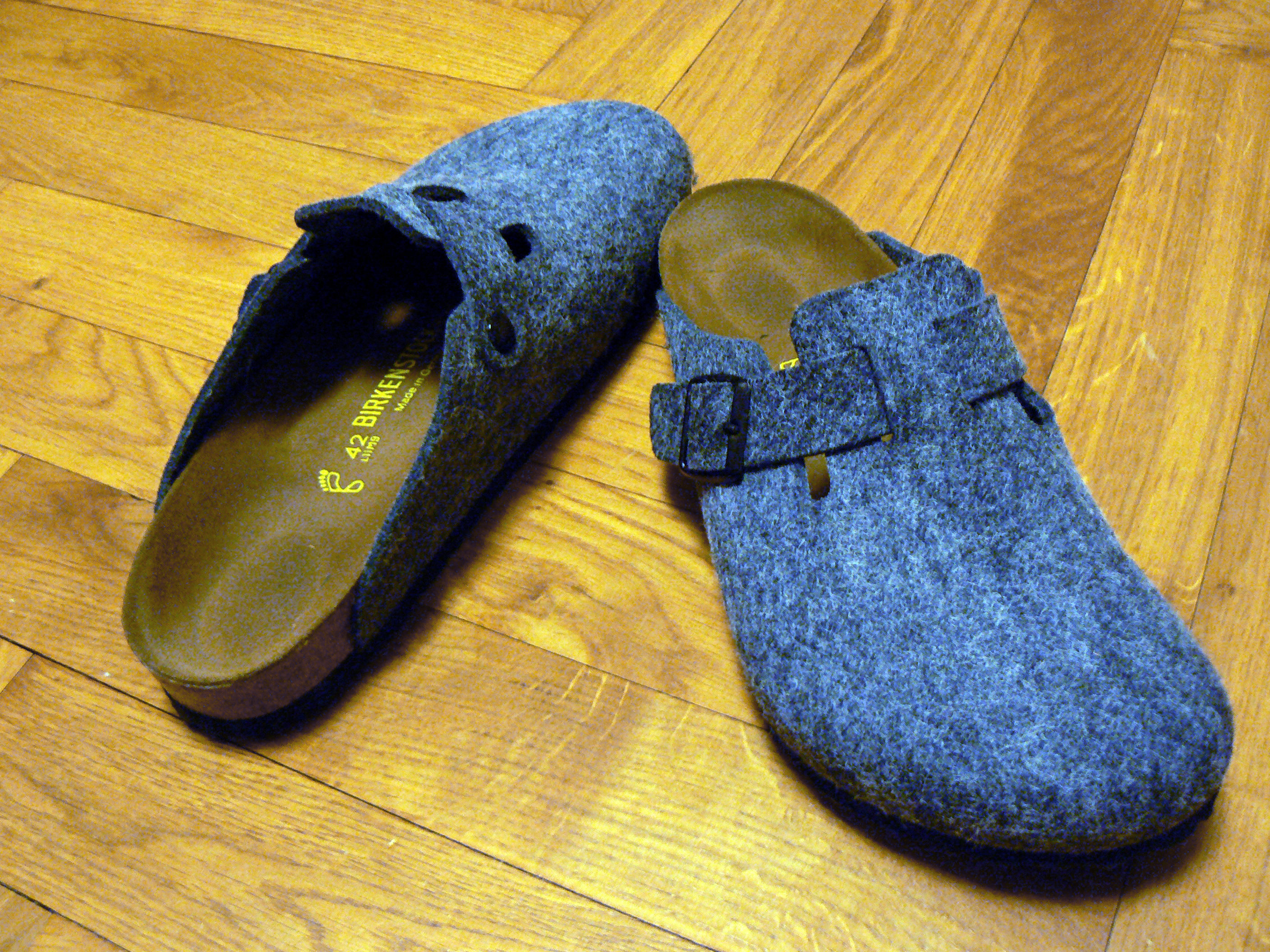
Boston Wool Felt

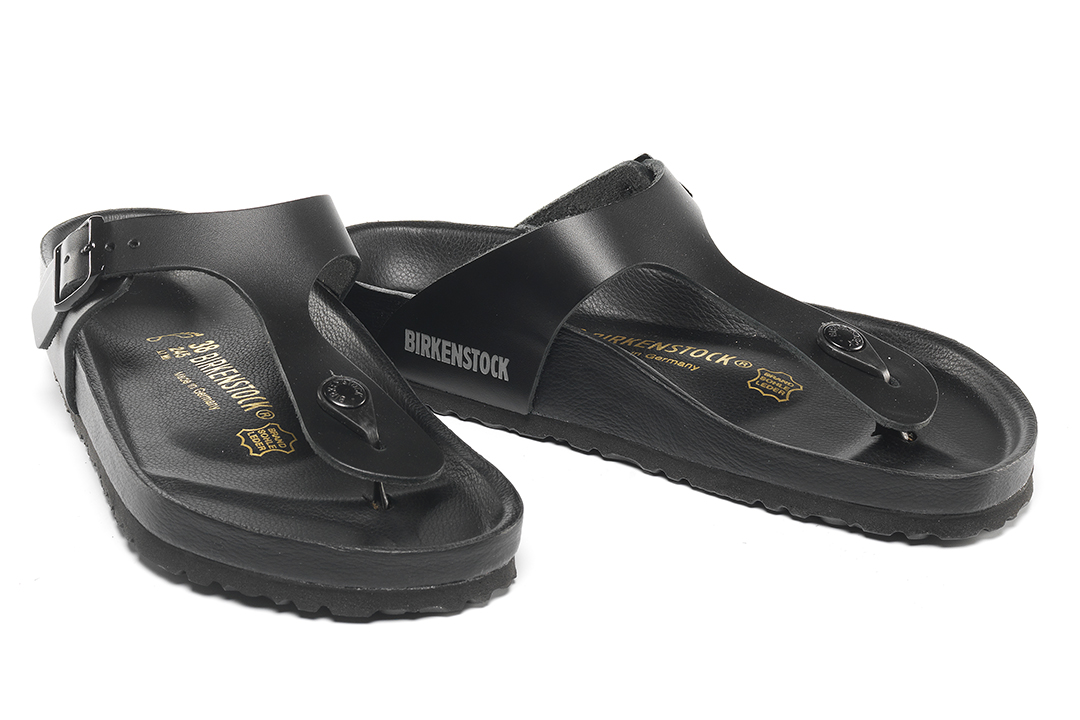
Gizeh Exquisite

1774年に ヨハン・アダム・ビルケンシュトックが教会の公文書に｢臣民のシューマイスター」として登録されたことを起源とし、250年近い歴史を有する。ビルケンシュトックを冠する製品の生産は、サンダルはドイツ、靴類は主にポルトガルで行われ、世界100カ国以上で公式に販売されている。
日本においては、1983年頃より本格的に販売が開始された。
ビルケンシュトックの製品は足のアーチを考慮した形状のフットベッドを使用し、足にフィットするように作られているのが特徴で、主にサンダルの場合は靴底はコルクなどで作られ、履いているうちに使用者の足形になじむようになっている。足の甲を固定する部分は調整可能なベルト式（ストラップ）になっている場合が多く、デザイン性とともに機能性も重視されている。
日本ではその特徴から「健康サンダル」と呼ばれる（＝混同される）ことが多く、またサンダルの割には高価であることから、一部の愛好者を除いて普及しなかった。しかし1990年代に入り、色やデザインのラインナップが増えたことで有名タレントが愛用するようになり、普及が進んだ。
現在では鼻緒型（トング）のサンダルや、木靴型（サボ、クロッグ）のサンダル、またサンダルのノウハウを生かした革靴やブーツも加わっているほか、流行に応じたブーツサンダル風の商品など、毎年新しい商品が発売されている。

## 沿革
- 1774年 - ヨハン・アダム・ビルケンシュトック（Johann Adam Birkenstock）が、ヘッセン州ランゲン・ベルクハイム市の教会の公文書に｢臣民の靴職人」として登録される。
- 1896年 - ヨハンの孫で、シューマイスターであるコンラート・ビルケンシュトック（Konrad Birkenstock）は、シューズメーカーがカスタムシューズの製造に使用する最初の輪郭のインソールを開発。フランクフルトに2軒の靴専門店をオープンし、初めて柔軟性のあるフットベッド（インソール）の製造および販売を始める。
- 1925年 - コンラート・ビルケンシュトックは、ヘッセン州フリードベルクの大規模な工場を買収して同社を拡大。第二次世界大戦（1939-1945）の後、ビルケンシュトックのサンダルは、整形外科の支援のために帰還兵士の間で人気があった。
- 1963年 – カール・ビルケンシュトック（Karl Birkenstock）はこれらのインサートを靴に開発し、ビルケンシュトックサンダルのオリジナルプロトタイプを製作。 マドリードという柔軟な深みのあるフットベッドが取り付けられた医療用サンダルを発表し、コンフォートシューズ分野の基礎を確立する。フレキシブルなフットベッドで最初のスポーツサンダルを発表し、体操選手の間でアイコンとなった。
- 1973年 - ビルケンシュトックのブランドアイコンとなるArizona（アリゾナ）誕生。
- 2013年 - 創業家の出身者ではないオリヴァー・ライヒェルトが初の経営トップに就任し、同族経営から離脱。38の企業からなる連合から3部門（生産、販売、サービス）への集約、リストラを実施。また、国際的なファッションブランドとのコラボレーションを開始。
- 2018年 - 「最も動物に優しい靴の会社」として、PETAのリビー賞を受賞[1]。
- 2021年 - フィナンシエール・アガシュ（フランス語: Financière Agache）とLキャタルトン（英語: L Catterton）により買収される[2]。
- 2023年 - ニューヨーク証券取引所に株式を公開。ティッカーシンボルはBIRK[3]。

## 日本におけるビルケンシュトック

### 沿革
- 1970年後半から1980年頃 - 国内商社により販売が行われるも業績不振により撤退
- 1983年 - サムコサンエイがドイツBIRKENSTOCK製品代理店として国内展開を再開[5]
- 1986年 - 日本初の専門店舗「BIRKENSTOCK銀座店」を開店
- 1993年 - 代理店がサムコサンエイから親会社の三栄コーポレーションへ移管
- 2002年 - ビルケンシュトック部門が独立分社化してビルケンシュトックジャパン（現：ベネクシー）を設立
- 2011年 - 公式オンラインショップ開設
- 2016年 - 専門店が60店舗を突破、ビルケンシュトックジャパンからベネクシーへ社名変更
- 2016年5月 - ビルケンシュトック（独）出資によりBirkenstock Japan設立
- 2018年 - 販売：BirkenstockJapan、専門店舗運営：ベネクシー、卸売：シードコーポレーションの体制となる[6][7][8]
- 2021年3月 - ビルケンシュトック専門店の公式スタッフブログ開設[9]

### 国内店舗
- ビルケンシュトック専門店
  - 店舗一覧

## ブランド
複数のブランドを展開していたが、現在は下記の2つに集約。
- BIRKENSTOCK - 基本ブランド。「MADRID」「ARIZONA」「BOSTON」「GIZEH」「ZURICH」「MONTANA」などを主力モデルとする。近年は、シューズ以外にもバッグ、ソックス、コスメティックラインも展開。※ソックスを除き日本での展開なし
- PAPILLIO - ファッション性に重点を置く

## 過去に展開していたブランド
- ALPRO - プロフェッショナルなシーンで活躍
- BETULA - 普及用（ディフュージョン）ブランド
- BIRKI'S - アウトドア、ファミリーユースを意識
- TATAMI - デザイン性を追求したブランドで、独自に開発、プロモーションを行う
- NEWALK - TATAMIから派生した普及用ブランド
- FOOTPRINTS - スニーカー、革靴などサンダル以外の靴用ブランド